# Siemacha po kolędzie

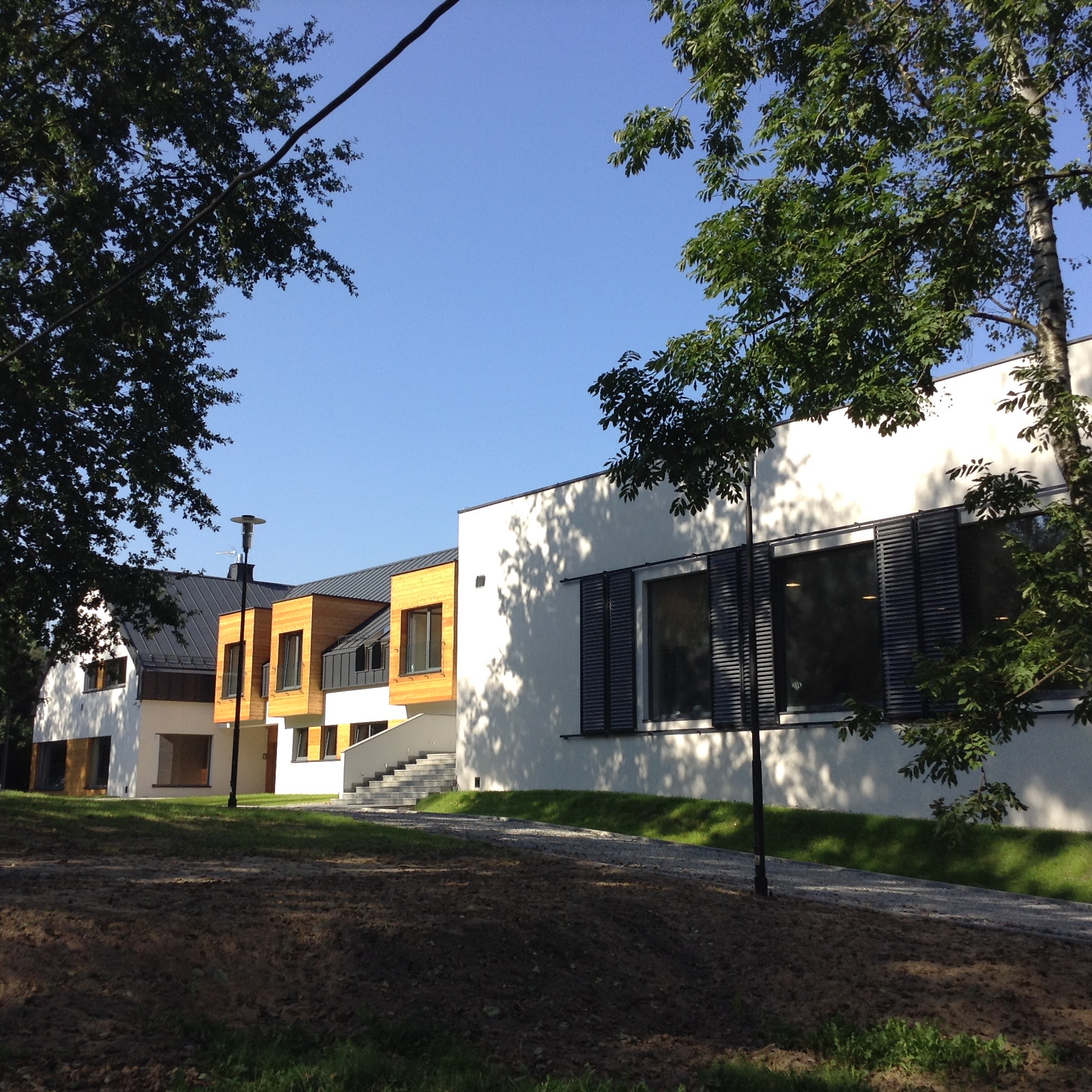
Zbudowany dom dziecka w Odporyszowie (2014)

Siemacha po kolędzie – świąteczny album studyjny różnych wokalistów, wydany 9 grudnia 2014 roku nakładem wytwórni płytowych Magic Records oraz Universal Music Polska. Album zawiera dwanaście kolęd i piosenek świątecznych oraz refleksję wprowadzającą kard. Franciszka Macharskiego.
Piosenki w większości wykonywane były przez znanych polskich wokalistów w duetach z utalentowanymi wychowankami Stowarzyszenia Siemacha. Dochód ze sprzedaży wydawnictwa został przeznaczony na budowę domu dziecka w Odporyszowie.
Utworem promującym wydawnictwo została piosenka „Santa Claus Is Coming to Town” z repertuaru Eddiego Cantora, wykonywana na albumie przez Margaret wraz z Pamelą Stone. Kompozycja była utworem dnia Programu I Polskiego Radia.
Patronat nad projektem muzycznym objęli między innymi kard. Franciszek Macharski, Donald Tusk oraz oddział ONZ Polska.

## Lista utworów
Opracowano na podstawie materiału źródłowego.
1. „Nowość Bożego Narodzenia” (kard. Franciszek Macharski) – 1:40
2. „Lulajże, Jezuniu” (Stowarzyszenie Siemacha) – 3:34
3. „Gdy śliczna Panna” (Maria Niklińska i Jakub Szwast) – 4:31
4. „Cicha noc” (Kasia Popowska i Kasia Ignatowicz) – 3:36
5. „Dzisiaj w Betlejem” (Adi Kowalski i Natalia Stachyra) – 2:19
6. „Jezus malusieńki” (Marcin Spenner i Klaudia Gątarz) – 3:28
7. „Wśród nocnej ciszy” (Honorata Skarbek i Aniela Oleszek) – 2:44
8. „Bóg się rodzi” (Marcin Kindla i Paulina Kaczor) – 3:27
9. „Santa Claus Is Coming to Town” (Margaret i Pamela Stone) – 2:12
10. „Z kopyta kulig rwie” (Rafał Brzozowski i Siemacha) – 3:05
11. „Anioł pasterzom mówił” (Sarsa Markiewicz, Paulina Kaczor i Gabrysia Marat) – 2:20
12. „Pójdźmy wszyscy do stajenki” (wszyscy wokaliści) – 2:00
13. „Silent Night” (Pamela Stone) – 3:34